# Elecciones al Parlacen de Guatemala de 2023
Las elecciones al Parlamento Centroamericano de Guatemala se realizaron el domingo 25 de junio de 2023. En ellas se eligieron a 20 diputados titulares y sus respectivos suplentes al Parlamento Centroamericano. Se llevaron a cabo simultáneamente a las elecciones presidenciales, las elecciones legislativas y las elecciones municipales.
Adicional a los veinte escaños de Guatemala, se asigna un escaño al presidente de la república saliente, en este caso, Alejandro Giammattei; y otro al vicepresidente saliente Guillermo Castillo Reyes, dando como resultado 22 escaños.

## Sistema electoral
La Ley Electoral y de Partidos Políticos establece que se elegirán 20 diputados titulares con sus respectivos diputados suplentes por voto universal y secreto a nivel nacional, utilizando el sistema de representación proporcional de minorías. Además, se establecen dos escaños adicionales que corresponden al presidente Alejandro Giammattei y vicepresidente Guillermo Castillo Reyes, cuyo mandato concluye el 14 de enero de 2024.

## Candidaturas
| Partido | Partido                                     | Primera casilla del Listado | Primera casilla del Listado | Resultado previo 2019 | Resultado previo 2019 |
| Partido | Partido                                     | Primera casilla del Listado | Primera casilla del Listado | Votos (%)             | Escaños               |
| ------- | ------------------------------------------- | --------------------------- | --------------------------- | --------------------- | --------------------- |
|         | Unidad Nacional de la Esperanza             |                             | Jorge Estuardo Vargas       | 18.84 %               | 5/20                  |
|         | Vamos por una Guatemala Diferente           |                             | Raúl Romero                 | 8.93 %                | 2/20                  |
|         | Frente de Convergencia Nacional             |                             | Ana Virginia Morales        | 6.41 %                | 2/20                  |
|         | Movimiento Político Winaq                   |                             | Edgar Arturo Sis            | 3.47 %                | 1/20                  |
|         | Unidad Revolucionaria Nacional Guatemalteca | 3.20 %                      | Edgar Arturo Sis            | 1/20                  |                       |
|         | Valor                                       |                             | Ana Ingrid Bernat           | 5.37 %                | 1/20                  |
|         | Partido Unionista                           | 2.79 %                      | Ana Ingrid Bernat           | 0/20                  |                       |
|         | Bienestar Nacional                          |                             | Fridel Omar de León         | 5.24 %                | 1/20                  |
|         | Todos                                       |                             | Nery Oswaldo Medina         | 5.17 %                | 1/20                  |
|         | Compromiso, Renovación y Orden              |                             | Pablo Poroj Gómez           | 4.98 %                | 1/20                  |
|         | Visión con Valores                          |                             | Carlos Fión                 | 4.85 %                | 1/20                  |
|         | Movimiento Semilla                          |                             | Juan Gerardo Guerrero       | 3.27 %                | 1/20                  |
|         | Victoria                                    |                             | Ana Piedad Gómez            | 3.03 %                | 0/20                  |
|         | Partido de Avanzada Nacional                |                             | Vicky Fuentes               | 3.00 %                | 0/20                  |
|         | Podemos                                     |                             | Emanuel de León             | 1.95 %                | 0/20                  |
|         | Unión del Cambio Nacional                   | —                           | —                           | 6.81 %                | 2/20                  |
|         | Prosperidad Ciudadana                       | Candidaturas anuladas       | Candidaturas anuladas       | 4.09 %                | 1/20                  |
|         | Partido Humanista de Guatemala              |                             | Frank Jared Rivero          | —                     | —                     |
|         | Unión Republicana                           |                             | Astrid Judith Melgar        | —                     | —                     |
|         | Partido Azul                                |                             | Nissim Farchi               | —                     | —                     |
|         | Partido Político Nosotros                   |                             | Marta Lidia Zuleta          | —                     | —                     |
|         | Cambio                                      |                             | Saúl Zenteno                | —                     | —                     |
|         | Partido Popular Guatemalteco                |                             | Dalila Maldonado            | —                     | —                     |
|         | Partido Republicano                         |                             | Elizabeth Nicté Paz         | —                     | —                     |
|         | Comunidad Elefante                          |                             | Ericka Mercedes Valdéz      | —                     | —                     |
|         | Voluntad, Oportunidad y Solidaridad         |                             | Carlos Barreda              | —                     | —                     |
|         | Mi Familia                                  |                             | José Rodrigo López          | —                     | —                     |
|         | Partido de Integración Nacional             | Candidaturas vacantes       | Candidaturas vacantes       | —                     | —                     |
|         | Partido de Oportunidades y Desarrollo       | Candidaturas anuladas       | Candidaturas anuladas       | —                     | —                     |

### Candidaturas declinadas
El siguiente listado muestra a los partidos políticos que no presentaron candidatos al Parlamento Centroamericano.
- Movimiento para la Liberación de los Pueblos
- Cabal
- Partido de Integración Nacional

## Estadísticas

### Diputados titulares que buscaban la reelección
| Nombre                | Casilla | Partido (2019) | Partido (2019)                 | Partido (2023) | Partido (2023)     | Resultado |
| --------------------- | ------- | -------------- | ------------------------------ | -------------- | ------------------ | --------- |
| Ana Ingrid Bernat     | 1T      |                | Valor                          |                | Valor–Unionista    | Sí        |
| Carlos Fión Morales   | 1T      |                | Compromiso, Renovación y Orden |                | Visión con Valores | Sí        |
| Juan Gerardo Guerrero | 1T      |                | Movimiento Semilla             |                | Movimiento Semilla | Sí        |

### Diputados suplentes que buscaban la reelección
| Nombre                 | Casilla | Partido (2019) | Partido (2019)                  | Partido (2023) | Partido (2023)                      | Resultado |
| ---------------------- | ------- | -------------- | ------------------------------- | -------------- | ----------------------------------- | --------- |
| Mildred Idnelsa Rivera | 2S      |                | Unidad Nacional de la Esperanza |                | Voluntad, Oportunidad y Solidaridad | No        |

### Diputados titulares que no se presentaron a la reelección
| Érick Haroldo Rodas     |  | Unidad Nacional de la Esperanza             |                                                                                            |  |  |  |  |  |
| Nadia de León Torres    |  | Unidad Nacional de la Esperanza             | Candidata a diputada al Congreso por Listado Nacional por Nosotros.                        |  |  |  |  |  |
| Mario Valdeavellano     |  | Unidad Nacional de la Esperanza             |                                                                                            |  |  |  |  |  |
| Erwin Eduardo Velásquez |  | Unidad Nacional de la Esperanza             | Candidato a diputado al Congreso por Sacatepéquez por Voluntad, Oportunidad y Solidaridad. |  |  |  |  |  |
| Joaquín Flores España   |  | Unidad Nacional de la Esperanza             | Candidato a diputado al Congreso por Guatemala por Voluntad, Oportunidad y Solidaridad.    |  |  |  |  |  |
| Camilo Johanes Dedet    |  | Vamos por una Guatemala Diferente           |                                                                                            |  |  |  |  |  |
| Julio Armando Hernández |  | Vamos por una Guatemala Diferente           |                                                                                            |  |  |  |  |  |
| Manuel Antonio Meneses  |  | Unión del Cambio Nacional                   |                                                                                            |  |  |  |  |  |
| Alma Judith Flores      |  | Unión del Cambio Nacional                   | Candidatura anulada por un proceso legal, fue postulada por Prosperidad Ciudadana.         |  |  |  |  |  |
| Eva Nicolle Monte       |  | Frente de Convergencia Nacional             | Candidata a diputada al Congreso por Chimaltenango por Partido Republicano.                |  |  |  |  |  |
| Guadalupe Calles        |  | Frente de Convergencia Nacional             |                                                                                            |  |  |  |  |  |
| Amílcar Pop             |  | Movimiento Político Winaq                   | Candidato presidencial de la coalición URNG–Winaq.                                         |  |  |  |  |  |
| Aura Lily Escobar       |  | Unidad Revolucionaria Nacional Guatemalteca |                                                                                            |  |  |  |  |  |
| Juan Pablo Riley        |  | Bienestar Nacional                          | Candidato a diputado al Congreso por Zacapa por Podemos.                                   |  |  |  |  |  |
| Ana Victoria Hernández  |  | Todos                                       | Candidata a diputada al Congreso por Huehuetenango por Partido Republicano.                |  |  |  |  |  |
| Eduardo Fernando Ponce  |  | Visión con Valores                          | Candidato a diputado al Congreso por Listado Nacional por Partido de Avanzada Nacional.    |  |  |  |  |  |
| Jacques Emanuel Seidner |  | Prosperidad Ciudadana                       |                                                                                            |  |  |  |  |  |
|                         |  |                                             |                                                                                            |  |  |  |  |  |
| Jimmy Morales           |  | Frente de Convergencia Nacional             | Candidato a diputado al Congreso por Listado Nacional por Frente de Convergencia Nacional. |  |  |  |  |  |
| Jafeth Cabrera Franco   |  | Frente de Convergencia Nacional             |                                                                                            |  |  |  |  |  |

### Diputados suplentes que no se presentan a la reelección
| Nombre                 | Partido | Partido                                     | Motivo                                                                                     |
| ---------------------- | ------- | ------------------------------------------- | ------------------------------------------------------------------------------------------ |
| Lidia Soledad Ruano    |         | Unidad Nacional de la Esperanza             |                                                                                            |
| Lourdes de León Torres |         | Unidad Nacional de la Esperanza             | Candidata a diputada al Congreso por Listado Nacional por Unidad Nacional de la Esperanza. |
| Jorge Ricardo Arévalo  |         | Unidad Nacional de la Esperanza             |                                                                                            |
| Edgar Gonzalo Ovando   |         | Unidad Nacional de la Esperanza             | Candidato a concejal 1 de Santa Catarina Pinula por Voluntad, Oportunidad y Solidaridad.   |
| Neftalí Alarcón        |         | Vamos por una Guatemala Diferente           |                                                                                            |
| Mónica Gabriela Broncy |         | Vamos por una Guatemala Diferente           | Candidata a diputada titular al Parlacen por Voluntad, Oportunidad y Solidaridad.          |
| Freddy Arnoldo Salazar |         | Unión del Cambio Nacional                   | Candidato a diputado al Congreso por Santa Rosa por Prosperidad Ciudadana.                 |
| Danury Lizeth Samayoa  |         | Unión del Cambio Nacional                   | Candidatura anulada por un proceso legal, fue postulada por Prosperidad Ciudadana.         |
| Carlos Roberto García  |         | Frente de Convergencia Nacional             | Candidato a diputado al Congreso por Listado Nacional por Partido Republicano.             |
| Jorge Enrique Meléndez |         | Frente de Convergencia Nacional             |                                                                                            |
| Aparicio de León       |         | Movimiento Político Winaq                   |                                                                                            |
| Jorge Marroquín        |         | Unidad Revolucionaria Nacional Guatemalteca |                                                                                            |
| María Fernanda Mejía   |         | Valor                                       |                                                                                            |
| Erick Roberto Lima     |         | Bienestar Nacional                          |                                                                                            |
| Karin Liseth Portillo  |         | Todos                                       |                                                                                            |
| María Gabriela Díaz    |         | Compromiso, Renovación y Orden              |                                                                                            |
| Fred Mazariegos        |         | Visión con Valores                          | Candidato a concejal 1 de Quetzaltenango por Visión con Valores.                           |
| Ricardo Luna           |         | Prosperidad Ciudadana                       |                                                                                            |
| José Carlos Hernández  |         | Movimiento Semilla                          | Candidato a concejal 6 de Amatitlán por Unión Republicana.                                 |

## Resultados
De acuerdo a los datos oficiales del Tribunal Supremo Electoral de Guatemala, los resultados de la elección es el siguiente:
|  | 17.70 % |

|  | 16.10 % |

|  | 11.45 % |

|  | 2.22 % |

### Diputados electos
Después de oficializar los resultados las personas que fueron electas para integrar la bancada de Guatemala durante 2024 a 2028 son: El 2 de agosto de 2023 el Tribunal Supremo Electoral publicó un acuerdo en el que rectificaba una adjudicación que por error en la suma de los resultados de la Junta Electoral de Escuintla, había otorgado más votos al partido Victoria provocando que este obtuviera más votos en comparación con el siguiente partido (coalición URNG-Winaq) y no se adjudicara la curul como correspondía.
| N°. | Nombre titular                              | Nombre suplente                          | Partido         |
| --- | ------------------------------------------- | ---------------------------------------- | --------------- |
| 1   | Raúl Romero Segura                          | Sonia Argentina Segura Varsoly           | Vamos           |
| 2   | Karla Andrea Martínez Hernández             | Andreina Eugenia Ríos de León            | Vamos           |
| 3   | María Eugenia Castellanos Pinelo            | Mayra Leticia Juárez Vallejo             | Vamos           |
| 4   | José Salomón Herrera Funes                  | Rodolfo Manases Rivera Donis             | Vamos           |
| 5   | Stuart Romeo Villatoro Perdomo              | Andrea María Zapeta García               | Vamos           |
| 6   | Jorge Estuardo Vargas Morales               | Eliseo Vargas Betancourth                | UNE             |
| 7   | Edgar Antonio de León Torres                | Luis Antonio Rubio Molina                | UNE             |
| 8   | Karla Lisbeth Gutiérrez Herrera             | Roberto Isaac Arriaga Gutiérrez          | UNE             |
| 9   | Alejandro José García Osorio                | Sandra Raquel de León Torres             | UNE             |
| 10  | Juan Gerardo Guerrero Garnica               | Ruddy Miguel Girón López                 | Semilla         |
| 11  | Manuela Alvarado López                      | Griselda Suyapa Sac Andino               | Semilla         |
| 12  | Pedro Pascual Godoy Méndez                  | Hardi Emidio del Cid Fiscal              | Semilla         |
| 13  | Roberto Rodrigo Armando Castillo Barrientos | Josué Daniel Armando Castillo Barrientos | VIVA            |
| 14  | Lilian Judith Ordóñez Morales de Lara       | Diego Ismael Baltazar Bartolo            | VIVA            |
| 15  | Ana Ingrid Bernat Cofiño                    | Ángel Manuel Enrique Santizo Pérez       | Valor–Unionista |
| 16  | Mónica Scarlett MacDonald Gallardo          | Gabriel Eduardo Rosales Marroquín        | Valor–Unionista |
| 17  | Nery Oswaldo Medina Ricco                   | Omar Enrique Cruz Cruz                   | Todos           |
| 18  | Carlos Alberto Barreda Taracena             | Marina Elvira Mendoza Castellanos        | VOS             |
| 19  | Marta Lidia Zuleta Santos de González       | Diego Alesander González Zuleta          | Nosotros        |
| 20  | Edgar Arturo Sis Bachan                     | Martha Galván Cruz                       | URNG-MAIZ–Winaq |